# Польгуй Олександра Павлівна
Олександра Польгуй (нар. 6 січня 1991, Чернігів, Україна) — українська акторка театру та кіно.

## Життєпис
Олександра Польгуй народилася в Чернігові 6 січня 1991 року.
Закінчила Київський національний університет театру, кіно і телебачення імені І. К. Карпенка-Карого. 
У 2011 році вперше знялась у фільмі.

## Фільмографія
| Рік       | Назва                                    | Роль                                    |
| --------- | ---------------------------------------- | --------------------------------------- |
| 2011      | Небесні родичі                           | Наречена                                |
| 2012      | Порох та дріб                            | Крилова,курсант академії                |
| 2013-2016 | Як гартувався стайл                      | Секретарка                              |
| 2015      | Сімейні мелодрами                        | Юлія Козуб                              |
| 2016      | Чуже життя                               | Ірина                                   |
| 2016      | Заміж після усіх                         | Сніжана                                 |
| 2016      | Папарацці                                | Ірина, помічниця Марата                 |
| 2016      | Пес-2                                    | Ганна                                   |
| 2016      | Лист надії                               | інтерн                                  |
| 2016      | Підкидьки                                | Яна Драгова                             |
| 2016-2018 | Черговий лікар                           | Іродіада                                |
| 2016      | Центральна лікарня (телесеріал, Україна) | Наталія Олді                            |
| 2017      | В останній раз прощаюся                  | Наталія Борисівна,власниця салону краси |
| 2017—2018 | Лікар Ковальчук                          | Віка                                    |
| 2017      | Догори дриґом                            | журналістка                             |
| 2017      | Веселка у небі                           | адміністратор                           |
| 2017      | Специ                                    | Жанна                                   |
| 2017      | Гарний хлопець                           | медсестра                               |
| 2017      | Що робить твоя дружина?                  | Карина Фоміних                          |
| 2017-2018 | Здамо будиночок біля моря                | епізод                                  |
| 2018      | Домівка Надії                            | Марина                                  |
| 2018      | Інший                                    | Мирослава                               |
| 2018      | Опер за викликом                         | Аліна                                   |
| 2019      | Чуже життя                               | Лариса                                  |
| 2021      | Топтун                                   | Марина Топтенко                         |